# Hendrik van Beelen
Hendrik van Beelen (Katwijk, 5 december 1979) is een voormalig Nederlands voetballer die als aanvaller speelde.
Van Beelen ging in 1998 samen met Dirk Kuijt van Quick Boys naar FC Utrecht. Hij werd in die tijd gezien als talentvoller dan zijn vriend Dirk Kuijt. In 2002 stopte hij met betaaldvoetbal, daar waar hij nog voor Helmond Sport leek te gaan spelen. Hij wilde zich richten op een maatschappelijke carrière en keerde terug bij Quick Boys. In 2005 keerde Van Beelen samen met voormalig Quick Boys-trainer Gert Aandewiel terug in het betaaldvoetbal en tekende hij een contract bij het Haarlem. Van 2007 tot 2013 kwam hij wederom uit voor Quick Boys waarna hij overstapte naar FC Rijnvogels. Hij stopte in 2015 met voetbal.